# A.gon Theaterproduktion
Die a.gon Theaterproduktion, heute a.gon Theater GmbH, wurde 2001 von dem Münchner Regisseur und Schauspieler Stefan Zimmermann und der Unternehmensberaterin Iris von Zastrow gegründet. Die Geschäftsstelle der a.gon Theaterproduktion hat ihren Sitz in München, wo sich auch die Probebühne des Unternehmens befindet.
a.gon bespielt kommunale Theater in Deutschland, Österreich und der Schweiz. Die Produktionen werden von den öffentlich-rechtlichen Kulturträgern beauftragt. Das Unternehmen gehört zu den Gründungsmitgliedern der Theaterinitiative e. V.

## Organisation
Seit 2005 ist das Unternehmen eine GmbH. Ebenfalls seit 2015 ist a.gon Projektpartner der eKultur GmbH und neben der IP Media und WW Production Produktionspartner der Serie des Bayerischen Rundfunks Der Komödienstadel.
Neben den fest angestellten Mitarbeitern arbeiteten ca. 240 Schauspieler für die a.gon Theaterproduktion, darunter Claude Oliver Rudolph, Hardy Krüger junior, Michel Guillaume, August Zirner, Michael von Au, Gunnar Möller, Max Volkert Martens, Christiane Hammacher, Diana Körner und Irene Clarin.

## Koproduktionen
- 2006/07 Die Ziege oder Wer ist Sylvia? von Edward Albee mit dem Münchner Volkstheater
- 2016 Venus im Pelz von David Ives mit dem Berliner Renaissance-Theater

## Uraufführungen
- Deutschstunde nach dem Roman von Siegfried Lenz, 2014/15
- Mr. und Mrs. Nobel von Esther Vilar, 2013/14 (Deutsche Erstaufführung)
- Zusammen ist man weniger allein von Anna Bechstein, 2011/12
- Mandela – Das Musical von Anna Bechstein und Walter Kiesbauer, 2010/11
- Der kleine Lord nach dem Roman von Frances Hodgson Burnett, 2008/09
- Paulette – Oma zieht durch nach dem Film Paulette von Jérôme Enrico, 2016/17

## Auszeichnungen und Nominierungen
- Inthega-Preis Die Neuberin 2015 3. Preis für Die Deutschstunde[2]
- Nominierungen für den Inthega-Preis: Mandela – Das Musical, Zusammen ist man weniger allein, Die verlorene Ehre der Katharina Blum, Volpone, Das Boot